# 凤台县
凤台县，中国安徽省淮南市下辖县。位于淮河中游，淮北平原南缘，古称州来，又谓下蔡。清雍正十一年(公元1733年)置县，沿革至今。凤台临淮河，辖西淝河，县域呈东南、西北斜形，南北长50公里，东西宽约42公里，面积1095.62平方公里（含焦岗、夏集、毛集3乡镇的土地面积）。截至2023年末，全县户籍人口685760人，常住人口53.4万人。
凤台县以煤电为支柱产业，是全国深井采煤第一大县，先后被授予全国科技进步先进县、全国粮食生产先进县、全国水利先进县、中国民间艺术花鼓灯之乡、中国民族民间歌舞之乡、全国法制宣传教育工作先进县、全国园林县城、全省文明县城、全省园林县城、全省双拥模范城、全省平安县、全省无邪教县、全省首届文明县、安徽省卫生县城等荣誉称号，被誉为“淮上明珠”、“皖北江南”。
2023年，凤台县实现地区生产总值3555320万元，按可比价格计算，比上年增长3.7%。

## 历史
凤台县历史悠久。西周时为淮河中游的州来古国。春秋时期，楚国势力侵入，成为楚国的州来邑。魯昭公四年（前538年），楚然丹筑城于州来；鲁昭公十二年（前530年），楚灵王率兵到州来。周景王十六年（前529年），吴灭州来。周敬王二十七年（前493年），吴王迁蔡国于州来，改州来为下蔡。秦统一中国后置下蔡县。西汉属淮南国。后为沛郡。三国两晋属淮南郡。晋末迄陈，南北分裂，境内多城戍、多侨郡。五代十国後周显德四年（957年），周世宗柴荣攻克寿州，移州治于下蔡，下蔡遂名寿州，原寿州为寿春县（今寿县）。北宋因之。南宋与金朝划淮水中流为界，下蔡为金之寿州，寿春为宋之寿州，故有“南、北寿州”之名。明洪武二年（1369年），寿春县、安丰县、下蔡县废，并入鳳陽府寿州。清雍正十一年(1732年)置县，因县境内有凤凰山而得凤台县名，与州同城治理。清同治四年(1865年)六月一日，经清廷各级具奏，认为凤台县治与寿州同城无益，县治移于下蔡。下蔡遂名凤台。
民国初，废州府，本县直隶安徽省，民国三年（1914年）6月属淮泗道（道尹驻凤阳）。民国十七年8月，废道，直隶安徽省。民国二十一年10月，属第四行政督察区。民国二十七年属第七行政督察区。抗日战争胜利后属淮南专员公署。1949年1月12日，凤台县解放，属阜阳专区。1977年1月20日交由淮南市领导。

## 行政区划
凤台县辖16个乡镇1个经济开发区，213个行政村，37个社区。
| 乡镇区     | 社区/行政村 |
| ---------- | --- |
| 城关镇     | 中山社区，人民社区，青年社区，龙潭社区，明珠社区，古城社区，缪郢社区，凤凰花园社区，谢郢社区，前马场社区，福海园社区，稻香花园社区，西城社区，胜利社区，淮滨社区，拐集社区，夏湾社区，山赵社区，淮丰社区，西魏社区，芦塘社区，灯塔社区，黑龙潭社区。 |
| 新集镇     | 马场村，罗扬村，大庄村，前靳村，王集村，郭郢村，东朱村，胡马村，陈巷村，赵庄村，胡岗村，单岗村，曹庄村，靳楼村，姚靳村，朱庄村，叶圩村，常庙村，魏许村，左集村，新源社区。                                                                           |
| 顾桥镇     | 顾桥村，南圩村，临淝村，童郢村，八里村，张童村，北樊庙村，黄湾村，寺西村,王庄村。 |
| 大兴镇     | 大刘村，大兴村，后王村，界东村，界沟村，界西村，李庙村，苗圩村，曙光村，尚王村，香山村，闫湖村，赵王村，瓦房村，武集村，银杏村。 |
| 丁集镇     | 耿王村，郭徐村，考庄村，曹楼村，前元村，依沟村，瓦岗村，丁集村，丁庄村，张巷村，宋塘村，炮楼村，沈庄村，信圩村。 |
| 桂集镇     | 桂集社区，黄庙社区，后胡村，大冯村，淝西村，大王村，勇敢村，彭伍村，西龚村，赵胡村，颜王社区，洼刘村，王圩村，童徐村，园艺社区，福镇村，殷岗社区，中郢村，白塘村。                                                                                   |
| 凤凰镇     | 双湖村，高皇村，刘巴村，酒西村，湖东村，芮集村，胡庙村，酒东村，新集村，陈圩村，岗湖村，南金村，十里沟村，新湖社区，高山社区，后马场社区，三里沟社区。                                                                                               |
| 杨村镇     | 杨村村，刘庄村，店集村，中塘村，彭庄村，周圩村，港南村，邱庙村，邵集村，曾圩村，李圩村，韩湖村，后海村，前圩村，淝丰村。 |
| 古店乡     | 南芹村，北芹村，王大村，友谊村，北王集村，米集村，童圩村，童集村，前刘村，古店村，新河村，东林村，西林村。 |
| 尚塘镇     | 安绠村，安圩村，崔海村，郭王村，黑河村，黄圩村，龙庙村，南李村，尚塘村，宋台村，王桥村，张徐村，朱庙村。 |
| 刘集镇     | 樊庙村，淝北村，孤山村，刘集村，彭岗村，彭圩村，前进村，山口村，王咀村，肖庙村，杨刘村，朱大圩村，八里塘村，高潮社区，东风湖社区。 |
| 关店乡     | 蔡庄村，常楼村，陈庙村，大程村，关店村，民和社区，前老村，瓦房村，向桥村，辛圩村，幸福村，赵埔村，周庄村，竹园村。 |
| 钱庙乡     | 钱庙村，刘楼村，米吴村， 陈圩村， 岭头村， 关庄村， 长郢村，曹洼村， 郑楼村， 高庄村， 圩西村，张池村，张楼村， 先庄村， 中南村， 翟庙村。 |
| 岳张集镇   | 大公村，徐湖村，连塘村，汤庄村，六院村，井沿村，大胡村，双楼村，徐圩村，金沟村，栾胡村，观音村，田岗村，土楼村，集西村，寺沟村，岳塘沿村，小刘村，张集村，大台村，后岗村，柏郢村，前岗村。                                                           |
| 朱马店镇   | 马店村，利民村，刘古城村，清泉村，联民村，永幸村，刘桥口村，肖集村，秦刘村，康圩村，北刘集村，徐王村，徐桥村，毕湾村，李庙村。 |
| 李冲回族乡 | 魏郢村，民族村，石湾村，李冲村，毛冲村，淮磷村。 |
| 经济开发区 | |

毛集社会发展综合实验区作为经国务院批准的社会发展综合实验区，不属于行政区划之列，在行政区划上，毛集镇、夏集镇、焦岗湖镇属凤台县管辖

## 人口
截至2023年末，凤台县户籍人口为685760人，比上年减少了316人，总人口中男性人口363656人，占总人口的比重53.0%；女性人口322104人，占总人口的比重47.0%；出生人口4653人；死亡人口1845人。常住人口53.4万人（人口抽样调查数据）。

## 地理环境
凤台县位于安徽省中部偏北，淮河中游，北纬32°33′-33°、东经116°21′-116°56′。东临淮南市区，北依蒙城县，西接颍上县，南隔淮河与寿县相望。
地处淮北平原南部，地势低平，大部分地区在海拔25米以下。淮河、西淝河、永幸河、茨淮新河等穿境而过。湖泊有焦岗湖、凤凰湖、花家湖、姬沟湖等。属暖温带季风气候，年均气温15.1℃，年降水量800—1000毫米。矿产资源有炭、磷灰石、石灰岩、陶土等，煤储量逾100亿吨。

## 交通

### 公路
德上高速
 滁新省级高速公路
 237国道
 345国道
 102省道
 203省道
 239省道
 308省道
 312省道

### 铁路系统
淮阜铁路
商杭客运专线：凤台南站

### 水运系统
淮河、江淮运河、茨淮新河

## 文化、体育和卫生
全县拥有艺术表演团2个（国有）、文化馆（站）17所、剧场、影剧院1个、体育馆1个、图书馆1个、农家书屋213家、村（社区）建成综合性文化服务中心245个。全县拥有省级以上非物质文化遗产名录5项，其中国家级2项。已建成15分钟阅读圈2个。完成送戏进万村任务213场，农村公益电影放映2556次。
全县人均体育场地面积2.98平方米；全年县国民体质监测900人次、省国民体质抽检150人、社会体育指导员培训80人、体育锻炼达标测验1500人次。各单项体育协会、体育俱乐部和体育项目培训机构共培训人员达到9100人次。参加赛事活动人员达4.7万人次。
2023年全县共有医疗卫生服务机构368家，其中县级医院8家，乡镇卫生院15家，社区卫生服务中心2家，社区卫生站27家，村卫生室223家，个体诊所104家，疾病预防控制中心1个，妇幼保健计划生育服务中心1个。各类医疗卫生技术人员3471人，其中：执业医生935人、执业助理医生466人、注册护士1615人。全县医疗机构拥有病床数2289张，县人民医院380张、县中医院300张、乡镇卫生院530张、其他医疗机构 1079张，每千人病床数为4.27 张。
适龄儿童第一类疫苗接种率90%以上，完成接种剂次7.43万剂次。传染病、突发公共卫生事件报告率100%。

## 旅游
- 茅仙洞风景区
- 华东白洋淀（焦岗湖景区）
- 寿唐关
- 三国古银杏